# Simon Harrer

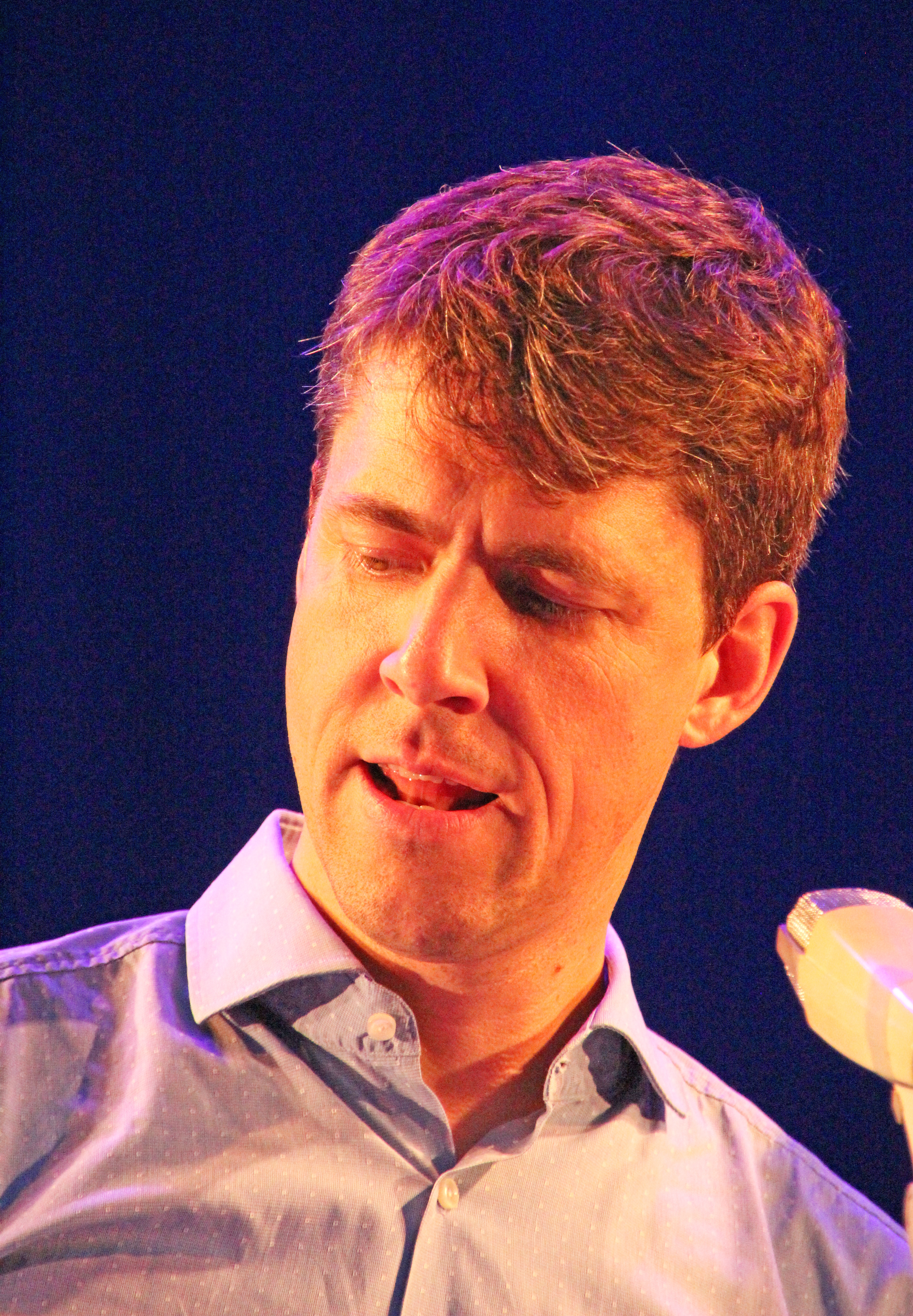
Simon Harrer (2017)

Simon Harrer (* 1978 in Singen (Hohentwiel)) ist ein deutscher Jazzmusiker (Posaune), der auch als Hochschullehrer tätig ist.

## Leben und Wirken
Harrer, der in Stockach am Bodensee aufwuchs, zog 1998 nach Berlin. Dort studierte er zwischen 1999 und 2004 Jazzposaune bei Jiggs Whigham und Sören Fischer an der Hochschule für Musik „Hanns Eisler“ Berlin. Seit dem Studienabschluss spielte er in Marc Secaras Berlin Jazz Orchestra und in Andrej Hermlins Swing Dance Orchestra. Seit 2005 gehörte er zur RIAS Big Band, seit 2008 zum Ed Partyka Jazz Orchestra und der Bigband der Deutschen Oper. Er nahm weiterhin mit dem Large Ensemble von Stefan Schultze und mit Lauer Large von Johannes Lauer auf. Weitere Engagements hatte er beim Sunday Night Orchestra, dem Berlin Art Orchestra und den Formationen von Max Herre, Lillo Scrimali, Tobias Kremer und Reinhold Schmölzer. Mit der Formation Clave Azul erhielt er 2005 den Latin-Extrapreis des Berliner Jazz & Blues Award.
Daneben war er als Sideman an Tonträgern von Popacts wie 2raumwohnung, Seeed, Peter Fox („Stadtaffe“) oder Andreas Kümmert beteiligt und tourte mit Xavier Naidoo in Deutschland, Österreich und der Schweiz. Von 2016 bis 2020 war er außerdem Mitglied der Band Heavytones.
Bereits seit 2004 wirkte er regelmäßig als Dozent in den Landesjugendjazzorchestern von Berlin, Brandenburg, Sachsen und Sachsen-Anhalt, ab 2007 war er als Dozent für Jazz-Posaune an der Hochschule für Musik und Theater „Felix Mendelssohn Bartholdy“ Leipzig tätig. Von 2008 bis 2011  war er zudem Leiter der Unibigband Magdeburg. Nach einer Gastprofessur in Graz wurde er 2014 als Professor für Jazzposaune an die Hochschule für Musik Carl Maria von Weber Dresden berufen.